# Феофисция округлая
Феофи́сция окру́глая (лат. Phaeophyscia orbicularis)  — вид лишайников рода Феофисция (Phaeophyscia) семейства Фисциевые (Physciaceae).

## Описание
Слоевище листоватое, часто розетковидное, от 1,0—1,5 до 3—4 см в диаметре, реже крупнее, достаточно плотно прикреплено к субстрату; соредиозное, гетеромерное. Лопасти радиальные, ясно раздельные или перекрывающиеся, 2—3 мм длины, 0,5—1,5(2) мм ширины, более или менее плоские или слабовыпуклые, с прижатыми или немного отстающими от субстрата кончиками. Сорали в основном округлые, кратеровидные или немного выпуклые, поверхностные, редко почти краевые, серовато-зеленоватые или беловатые, редко встречаются морфы с желтовато-оранжевыми участками (наличие скирина); соредии мучнистые или тонкозернистые. Верхняя поверхность от светло-серовато-зелёной до светло- или тёмно-коричневатой, редко желтовато-коричневая. Сердцевина белая. Нижняя поверхность почти полностью чёрная, с короткими чёрными ризинами, иногда выступающими вдоль лопастей; вблизи концов может быть буроватой и с буроватыми короткими ризинами. Все реакции отрицательные (участки со скирином от KOH становятся пурпурно-фиолетовыми).
Апотеции редки, 1,0—1,5(2,0) мм в диаметре, сидячие; диск коричневато-чёрный, плоский, голый, окружённый толстым цельным или кренулированным краем.
Споры узкоэллипсоидные, часто однобокие, коричневые, (8)12—25(28) мкм, коричневые, 2-клеточные, по 8 в сумке.
Пикнидии обычны, погружённые.
Фотобионт — зелёные водоросли.
Является хозяином для лихенофильных грибов Buelliella physciicola, Tremella phaeophysciae и Lichenochora obscuroides.

### Химический состав
Вторичные метаболиты отсутствуют, кроме редко встречающихся образцов с небольшим содержанием скирина.

## Среда обитания и распространение
На коре лиственных пород деревьев, реже на каменистом субстрате (в том числе на старом бетоне), чаще всего в зоне широколиственных и хвойно-широколиственных лесов, а также в степной, редко в таёжной зоне. Устойчив к атмосферному загрязнению, предпочитает умеренно загрязнённые местообитания или субстраты, богатые питательными веществами (нитрофил); один из массовых видов в городах.
Вид распространён в северной, центральной частях европейской России, Урале, российской части Кавказа, Сибири, северной части Дальнего Востока, а также в Европе, Азии, Африке (включая Южную), Северной и Южной Америке, Австралии, Новой Зеландии.

## Разновидности
Различают две разновидности Феофисции округлой: 
- Phaeophyscia orbicularis var. hueana (Harm.) Clauzade et Roux, 1985 — с оранжевым пигментом в соралиях и в сердцевине под соралиями.
- Phaeophyscia orbicularis var. orbicularis , 1977 — соралии и сердцевина без оранжевого пигмента.

## Охранный статус
В России вид занесён в Красную книгу Мурманской области.